# پروتئین پیوندی

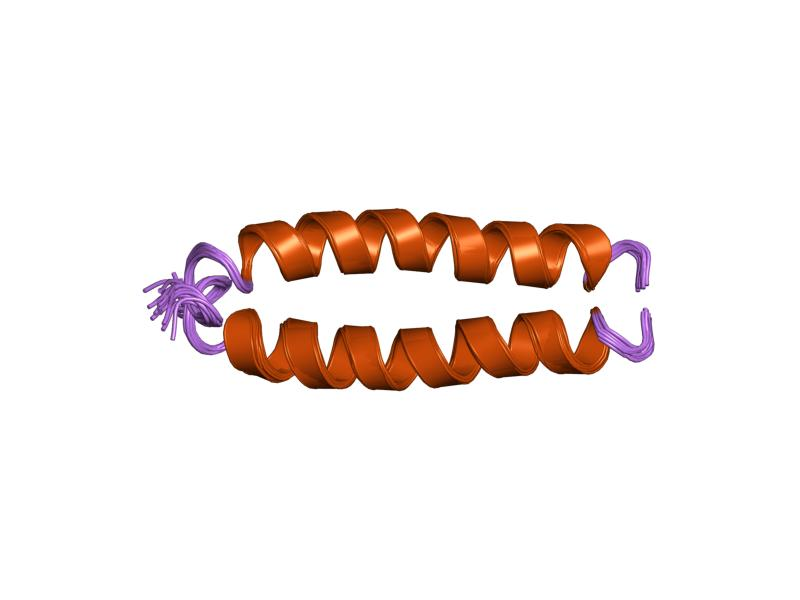
یک پروتئین کایمیریک شامل دو زیر واحد و یک پروتئین پیوندی که از طریق فناوری همجوشی نوترکیب سنتز شده‌است.

پروتئین‌های پیوندی یا پروتئین‌های فیوژن (همجوشی) یا پروتئین‌های کایمیریک (kī-ˈmir-ik) (در معنای لغوی، از قطعاتی که از منابع مختلف ساخته شده‌اند) پروتئین‌هایی هستند که از اتصال دو یا چند ژن ایجاد می‌شوند که در ابتدا برای پروتئین‌های جداگانه کدگذاری شده‌اند. ترجمه این ژن پیوندی منجر به یک پلی‌پپتید منفرد یا چندگانه با خواص عملکردی می‌شود که از هر یک از پروتئین‌های اصلی مشتق شده‌است. پروتئین‌های پیونی نوترکیب به‌طور مصنوعی توسط فناوری DNA نوترکیب برای استفاده در تحقیقات زیست‌شناسی یا درمانی ایجاد می‌شوند. کایمیریک یا کایمرا معمولاً به پروتئین‌های ترکیبی ساخته شده از پلی پپتیدهای با عملکرد یا الگوهای فیزیکی و شیمیایی متفاوت اشاره دارد. پروتئین‌های جهش‌یافته کایمیریک به‌طور طبیعی زمانی اتفاق می‌افتند که یک جهش پیچیده، مانند جابه‌جایی کروموزومی، تکرار پشت سر هم، یا جابه‌جایی مجدد، یک توالی کدگذاری جدید شامل بخش‌هایی از توالی‌های کدکننده از دو ژن مختلف ایجاد کند. پروتئین‌های پیوندی طبیعی معمولاً در سلول‌های سرطانی یافت می‌شوند، جایی که ممکن است به عنوان انکوپروتئین عمل کنند. پروتئین پیوندی bcr-abl یک نمونه شناخته شده از پروتئین پیوندی انکوژنیک است و به عنوان محرک انکوژنیک اولیه لوسمی مزمن مغز استخوان در نظر گرفته می‌شود.

## همچنین ببینید
- مهندسی ژنتیک
- مهندسی پروتئین